# Die Wolf-Gäng
Die Wolf-Gäng ist ein Kinderfilm des Regisseurs Tim Trageser aus dem Jahr 2020. Er basiert auf der Jugendbuchreihe von Wolfgang Hohlbein.

## Handlung
Vlad, ein Vampirjunge, zieht mit seinem Vater Barnabas in eine Stadt, in der nur mystische Wesen, wie Vampire, Elfen und Hexen wohnen. Von Anfang an passieren merkwürdige Dinge: Ein modernes Fahrrad verwandelt sich in ein altmodisches Hochrad, so dass der Fahrradfahrer vor das Auto der Vampire stürzt, ebenso verändert sich die Mütze des Polizisten zu einer alten Pickelhaube. Der Bürgermeister Louis Ziffer und seine Assistentin Frau Circemeyer interessieren sich ungewöhnlich intensiv für den „Blutsplitter“, einen kleinen roten Kristall, den Vlad um den Hals trägt und den er von seiner Mutter vor ihrem Tod bekommen hat. Sie versuchen Vlads Vater vom Verkauf des Kristalls zu überzeugen und ihn nach Ablehnung zu stehlen, was wegen eines auf ihm liegenden Rückkehrzaubers fehlschlägt.
Als Vlad an der Schule in die 7. Klasse eingeschult wird, freundet er sich mit Faye, einer Elfe und Wolf, einem Werwolf an. Alle haben das gleiche Problem: Sie werden ihrem Typ Fabelwesen nicht gerecht. Denn auf der Einschulungsfeier zeigt sich, dass Vlad kein Blut sehen kann (er übergibt sich), Faye Flugangst und Wolf eine Tierhaarallergie hat (und nach seiner Verwandlung viel niesen muss). Am Tag danach sind sie das Gespött der Schule. Vor Verzweiflung wollen die drei abhauen, werden jedoch im Wald vom Brückentroll, der sich in einen Riesen verwandelt, aufgehalten. Das ist ungewöhnlich, denn eigentlich sollte der Brückentroll nur kontrollieren, wer in die Stadt hineinkommt, jeder sollte sie verlassen können. Sie werden daraufhin vom Hausmeister gerettet, der sich als Zauberer outet. Bei ihm zuhause erfahren sie aus einem Buch, dass es in der verbotenen Bibliothek eine Aufzeichnung gibt, die sie zu Helden machen kann. Als sie dort das Buch mit der Prophezeiung unter großen Schwierigkeiten erreichen, lesen sie, dass sie die Stadt retten müssen. Denn bei der Sonnenfinsternis am nächsten Tag sollen schreckliche Dinge geschehen und der Teufel die Fabelwesen wieder unter seine Herrschaft bringen – aber nur, wenn ein großer roter Kristall bis dahin vollständig ist.
Die Kinder schleichen sich ins Rathaus (Vlad ist als Vampir auf der Überwachungskamera unsichtbar) und Vlad sieht dort den von Totenköpfen umgebenen Kristall. Er rennt weg und beschließt, die Stadt mit dem Blutsplitter zu verlassen, um sie so zu retten, obwohl er dann nie zurückkehren kann. Faye und Wolf sollen da bleiben, um die Stadt zu beschützen. Louis Ziffer (Lucifer) erscheint und bedroht und kidnappt Faye – wenn Vlad den Blutsplitter nicht vor der Sonnenfinsternis ins Rathaus bringt und übergibt, wird es ihr schlecht ergehen.
Vlad scheint darauf einzugehen. Aber als die Rathausuhr (wie in der Prophezeiung angekündigt) zum 13. Mal schlägt, verschwindet der Blutsplitter wieder und die teuflische Machtübernahme findet nicht statt. Vlad hat ihn dem Hausmeister geschenkt, so dass der Rückkehrzauber ihn zu diesem teleportiert hat. Es kommt noch zu einem Kampf, den Lucifer verliert. Der Hausmeister schenkt den Blutsplitter Vlad zurück.
In der Post-Credit-Szene erscheint die Mutter Vlad als eine Art Hologramm aus dem Blutsplitter und warnt ihn, dass „sie“ bald kämen.

## Produktion
Produktionsfirmen sind die Deutsche Columbia Pictures Filmproduktion und die Rat Pack Filmproduktion.
Die Filmmusik stammt von Andreas Weidinger und wurde vom Deutschen Filmorchester Babelsberg eingespielt.
Gedreht wurde unter anderem in den hessischen Städten Alsfeld und Lauterbach im Vogelsbergkreis, in Büdingen im Wetteraukreis, sowie in Marburg und Braunfels.